# 捜査一課長
『捜査一課長』（そうさいちかちょう）は、清水一行の小説。

## 概要
1978年2月、集英社よりハードカバーで刊行された。1979年5月、祥伝社より新書版（ノン・ノベル）が刊行された。1983年7月、集英社文庫版が刊行された。
冒頭で「この作品は現実に起きた事件をヒントを得たものですが、フィクションであることをお断りします」と書かれている。

## あらすじ
神奈川県横浜市鶴見区獅子ヶ谷町の身障害者施設「光明療園」の蓋が閉まっていた浄化槽内で、2人の園児の死体が発見された。事件は神奈川県警捜査一課長の桐原重治が捜査する。

## 登場人物
桐原重治
45歳。神奈川県警捜査一課長。光明療園二園児連続死亡事件の捜査を指揮する。
田辺悌子
22歳。光明療園の保母。光明療園二園児連続死亡事件で嫌疑をかけられる。
新田文子
12歳。光明療園の知的障害園児。行方不明になった後で浄化槽内で死体となって発見される。
土井衛
12歳。光明療園の知的障害園児。行方不明になった後で浄化槽内で死体となって発見される。
畔上浩
26歳。光明療園指導員。園児の死体の第一発見者。革新党系の活動家。
坪田勇
神奈川県警捜査一課第二班主任。
鈴木恒雄
神奈川県警刑事部長。
浪方進一
鶴見警察署署長。
山本孝男
鶴見警察署獅子ヶ谷派出所巡査。
須田洋一
光明療園二園児連続死亡事件の担当検事。
坂井京治
光明療園園長。

## 名誉棄損訴訟
場所こそ異なっているが、甲山事件を連想させるストーリーであったため、小説で犯人視された人物のモデルとされた人物（山田悦子）が刑事訴訟の無罪確定後に名誉毀損と捜査資料引用等のプライバシーで清水と出版社を訴えた。1995年12月に、大阪地方裁判所は清水と出版社に総額176万円の賠償金支払いを命じた。1999年2月、上訴を棄却して判決が確定した。